# Dolichopeza (Dolichopeza) umbacki
Dolichopeza (Dolichopeza) umbacki is een tweevleugelige uit de familie langpootmuggen (Tipulidae). De soort komt voor in het Australaziatisch gebied.